# PeVatron
Cet article court présente un sujet plus développé dans : Rayonnement cosmique et Zetta-particule.
Un PeVatron est un accélérateur (naturel) qui confère à des particules subatomiques (essentiellement des protons, des électrons et des photons) une énergie supérieure à 100 TeV (1014 eV), donc de l'ordre du pétaélectronvolt (1 PeV = 1015 eV) ou plus.
Un PeVatron à protons a été localisé en 2016 dans le centre galactique. En 2021, 530 photons d'énergie supérieure à 100 TeV (jusqu'à 1,4 PeV) ont été détectés, en provenance de 12 sources différentes (dont une seule fermement identifiée, la nébuleuse du Crabe).

## Article annexe
- HESS J1702-420